# Octavio Dutra
Otávio Dutra (Porto Alegre, 3 de dezembro de 1884 - 9 de junho de 1937) foi um músico brasileiro.

## Biografia
Iniciou seus estudos musicais na Escola de Belas Artes, com o professor Murilo Furtado. Em 1910, ingressou no Conservatório de Música de Porto Alegre, onde estudou harmonia e contraponto.
Aos 15 anos, começou a compor suas primeiras valsas. Foi ensaiador e compositor de marchas-ranchos para os primeiros blocos carnavalescos de Porto Alegre, como "Os Tigres" e "Os Batutas". É também considerado o introdutor do bandolim e do violão no Rio Grande do Sul.
Suas primeiras composições gravadas são de 1913: as polcas "Pinhão quente" e "Bela porto-alegrense", o tango "Choro dos becos" e o xote "Céu aberto", gravados na Odeon do Rio de Janeiro pela Banda do 10° regimento de infantaria do Exército. Em 1914 criou o seu próprio grupo musical, "O Terror dos facões" (na gíria da época, "facão" era um mau instrumentista). O grupo era um trio formado por flauta, cavaquinho e violão, e gravou vários discos pela Odeon desde seus primeiros anos de existência.
Em 1915, Otávio Dutra tornou-se conhecido no meio musical do Rio de Janeiro ao registrar, no departamento de direitos autorais da Biblioteca Nacional, 30 novas composições de uma só vez. De 1910 até sua morte, em 1937, organizou diversos cursos de música, lecionando teoria musical, harmonia e canto.
Otávio Dutra é nome de rua em Porto Alegre, no Bairro Santa Teresa.